# روتا ميلوتيتي
روتا ميلوتيتي (مواليد 19 مارس 1997) هي سباحة ليتوانية، حصلت على الميدالية الذهبية في سباق 100 متر صدر في أولمبياد 2012.